# Kloster Cikádor
Das Kloster Cikádor (Szék) ist eine ehemalige Zisterzienserabtei in Bátaszék im Komitat Tolna in Ungarn.

## Geschichte
Das Kloster wurde als erstes ungarisches Zisterzienserkloster 1142 von König Géza II. wohl auf Veranlassung seiner Mutter Helena als Tochterkloster von Stift Heiligenkreuz im Wienerwald gestiftet. Es gehörte damit der Filiation von Kloster Morimond an. Im Mongolensturm 1242 wurde das Kloster niedergebrannt, erholte sich aber in der Folgezeit wieder. 
Im 15. Jahrhundert ist es vorübergehend an den Benediktinerorden übergegangen. Anschließend fiel es in Kommende. Das klösterliche Leben erlosch um 1478 und das Kloster wurde mit der Benediktinerabtei Báta zusammengelegt, woraus der Name Bátaszék entstand. 1529 wurde der Ort von den Türken erobert, die die Kirche in eine Moschee verwandelten. 1687 erfolgte die Rückeroberung. 
Seit 1718 wurde die Kirche wieder für den Gottesdienst genutzt, im Ort waren inzwischen Serben und Deutsche angesiedelt worden. 1758 erfolgte ein barocker Ausbau. Wegen Baufälligkeit wurde die Kirche im 19. Jahrhundert teilweise abgebrochen. Der Rest der Klosteranlage wurde 1903 beim Bau der neuen Kirche abgebrochen. 1994 wurden Ausgrabungen begonnen, das Kirchenschiff wurde 1996 freigelegt. Der Ruinengarten wurde 2001 eingeweiht.

## Bauten und Anlage
Die Kirche war eine dreischiffige, vierjochige, kreuzförmige Anlage mit Querhaus, rechteckig geschlossenem Chor und je zwei Seitenkapellen an den Seiten des Querhauses.

## Äbte des Klosters
Liste der Äbte nach Hans Jakob Ollig:
- Acerinus
- Johannes
- Ortolfus
- Konrad
- Gottfried
- Heinrich oder Hermann (1272–1274)
- Stephan  (1290–1301)
- Nikolaus (1332)
- Martin Vising († 19. März 1340)
- Thomas  (April 1347 bis 4. März 1353)
- Berthold (vor 1365)
- Andreas Sáska (17. Dezember 1365 bis 26. März 1373)
- Friedrich Déli (Gegenabt zu Andreas Sáska)
- Weichard (16. Oktober 1374 bis 28. April 1376)
- Hermann (9. Juni 1378 bis 6. Oktober 1383)
- Michael (1. August 1384 bis 13. Juli 1400)
- Thomas Johannes (30. August 1402)
- Mathias (1406)
- Matthäus (4. September 1416)
- Emmerich (Benediktiner) (2. März 1421 bis 9. Juni 1454)
- Klemens Berzseny Porkoláp (6. September 1457)